# Solarkraftwerk Espenhain
Das Solarkraftwerk Espenhain, auch Solarkraftwerk Leipziger Land, befindet sich in Espenhain, einem Stadtteil von Rötha im Landkreis Leipzig.
Dieses Kraftwerk ist eine Photovoltaikanlage. Gebaut wurde es als Gemeinschaftsprojekt der Berliner Projektentwicklungsgesellschaft GEOSOL Gesellschaft für Solarenergie mbH und der damaligen Shell Solar AG. Das Projekt war außerdem der erste Publikumsfonds für Photovoltaik in Deutschland und wurde von der WestFonds Immobilien-Anlagegesellschaft mbH aus Düsseldorf aufgelegt. Auf dem 16 ha großen Gelände stehen 33.500 Solarmodule mit einer Nennspitzenleistung von etwa 5 MW. Die Anlage steht auf einer ehemaligen Kohlestaubdeponie des stillgelegten Braunkohlenkombinates Espenhain und wurde so entworfen, dass ein vorhandenes natürliches Biotop erhalten bleibt. Darüber hinaus wurde hier ein neues Konzept einer Unterkonstruktion aus Holz realisiert. Die Berliner Solar Asset Management betreibt und wartet die Anlage.
Die Anlage erzeugt gemäß Prognose pro Jahr 4617 MWh (entspricht 527 kW) und spart dadurch ca. 4.000 t Tonnen CO2-Emission jedes Jahr ein.
Das Solarfeld wurde am 8. September 2004 feierlich eingeweiht und war zum damaligen Zeitpunkt eines der größten seiner Art in Europa.